# Christiaan Huygens
Christiaan Huygens (født 14. april 1629, død 8. juli 1695) var en nederlandsk opfinder, matematiker og astronom, der opdagede Saturns største måne Titan. Han var søn af Constantin Huygens.
Huygens mente, at lyset udbredes som bølger, i modsætning til Isaac Newton, der mente, at lys var en partikelstrøm. Huygens formulerede en simpel model for bølgers udbredelse, som bærer hans navn; Huygens princip:
Ethvert punkt på en bølgefront (planbølge) kan opfattes som udgangspunkt for nye elementarbølger (ringbølger), der atter overlejrer og danner en ny bølgefront.
Rumsonden Huygens, der d. 14. januar 2005 gik ned gennem Titans atmosfære efter en syv år lang rejse til Saturn-systemet, er opkaldt efter ham ligesom asteroiden 2801 Huygens.